# Sid Crowl
Sidney Robert Crowl (18 tháng 3 năm 1888 – 1971) là một cầu thủ bóng đá thi đấu cho Enfield và Tottenham Hotspur.

## Sự nghiệp bóng đá
Crowl, là một outside left bắt đầu sự nghiệp tại Enfield trước khi gia nhập Tottenham Hotspur năm 1913 nơi ông chỉ thi đấu 1 trận.